# Barcino
Barcino is een plaats in het Poolse district  Słupski, woiwodschap Pommeren. De plaats maakt deel uit van de gemeente Kępice en telt 577 inwoners.